# Javier Menéndez García
Javier Menéndez García (5 de agosto de 1997, Navia, Asturias) es un jugador de baloncesto español. Con 2,01 metros de estatura, su puesto natural en la cancha es el de ala-pívot en las filas del TAU Castelló de la Liga LEB Oro.

## Trayectoria deportiva
Comenzó a jugar a baloncesto en su localidad natal con el CB Navia, con el que llegó a disputar el Campeonato de España Júnior, siendo parte fundamental de aquel equipo. Desde allí decidió dar el salto a la prestigiosa Canarias Basketball Academy, donde completo dos años de formación, llegando a debutar en Liga LEB Plata con el conjunto canario contando con apenas diecisiete años, aunque fuera con una presencia testimonial de 49 segundos en un partido. Fue la única campaña (2014-15) en la que el club canario compitió en Liga LEB Plata, alcanzando la 11.ª posición.
En 2016 se marchó a Estados Unidos para formar parte de los NMHU Cowboys de la Universidad de New Mexico Highlands de la División II de la NCAA, en la que estuvo dos temporadas. En el curso 2016-17 disputó 21 partidos, alcanzando unas medias de 2,4 puntos y 2,4 rebotes y la temporada siguiente tan solo pudo actuar en 10 encuentros con los Cowboys.
En verano de 2018, regresa a España para jugar en las filas del Círculo Baloncesto de Gijón y que se encontraba en la Liga LEB Plata, en la que disputaría dos temporadas promediando casi nueve puntos y más de siete rebotes por encuentro.
En julio de 2020, se compromete con el Club Melilla Baloncesto de la Liga LEB Oro. En febrero de 2021 se incorpora a las filas de Grupo Alega Cantabria.
En la temporada 2021-22, forma parte de la plantilla del CB Benicarló de la Liga LEB Plata.
El 16 de agosto de 2022, firma por el CB Almansa de la Liga LEB Oro.
El 9 de agosto de 2023, regresa al Club Melilla Baloncesto de la Liga LEB Oro.
El 23 de julio de 2024, firma por el TAU Castelló de la LEB Oro.